# Strzelba XM26 LSS

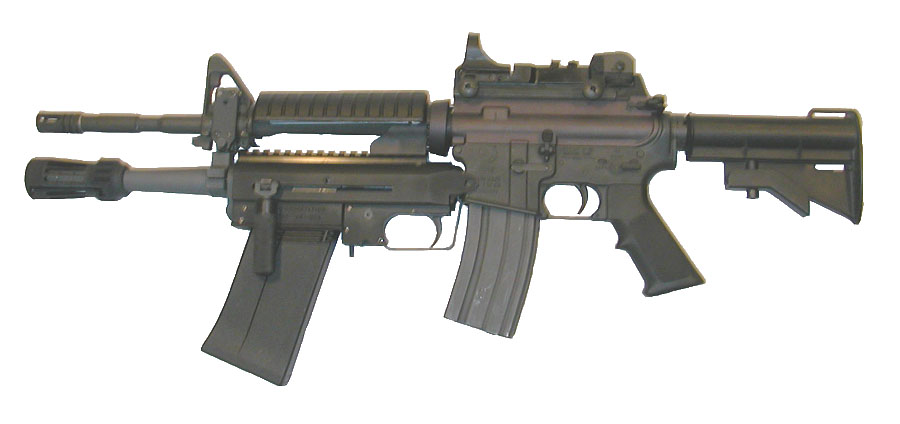
XM-26 LSS podwieszony pod karabinkiem M4.

XM-26 LSS (znana też jako M26 Modular Accessory Shotgun System) – amerykańska strzelba powtarzalna. Może być używana jako broń podwieszana pod lufą karabinu M16 lub M4 albo samodzielnie po dołączeniu chwytu pistoletowego oraz składanej kolby.

## Historia
Broń została opracowana przez C-More Systems aby spełnić wymagania amerykańskich wojsk w Afganistanie, które potrzebowały lekkiej broni, która zapewniłaby zwiększoną siłę ognia na krótkich dystansach, do otwierania zamkniętych na klucz drzwi za pomocą specjalnych naboi oraz o zmniejszonym ryzyku zadania śmiertelnych obrażeń (przy strzelaniu gumowymi pociskami), przez co nie byłoby potrzeby noszenia dodatkowej broni, takiej jak strzelba powtarzalna. Dodatkowo broń ta może być wykorzystywana do miotania gazu łzawiącego.